# Округ Јоло (Калифорнија)
Јоло (енгл. Yolo County) је округ у америчкој савезној држави Калифорнија.

## Демографија
По попису из 2010. године број становника је 200.849, што је 32.189 (19,1%) становника више него 2000. године.
| Група             | 2000.          | 2010.           |
| Белци             | 97.942 (58,1%) | 100.240 (49,9%) |
| Афроамериканци    | 3.425 (2,0%)   | 5.208 (2,6%)    |
| Азијати           | 16.614 (9,9%)  | 26.052 (13,0%)  |
| Хиспаноамериканци | 43.707 (25,9%) | 60.953 (30,3%)  |
| Укупно            | 168.660        | 200.849         |